# Gewoba

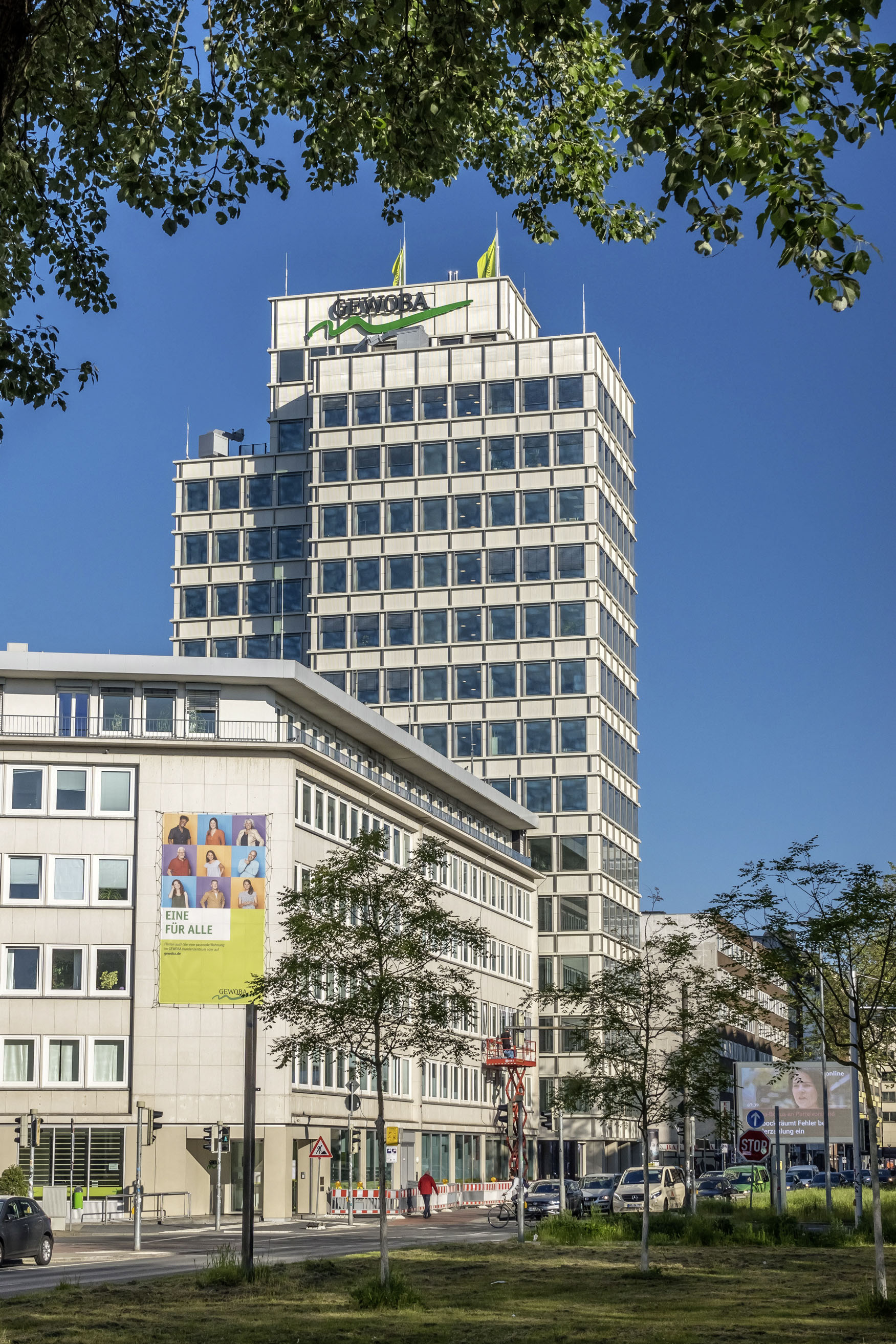
Gewoba-Hochhaus am Rembertiring

Die Gewoba Aktiengesellschaft Wohnen und Bauen (Eigenschreibweise GEWOBA) ist ein deutsches Wohnungsunternehmen mit Hauptsitz am Rembertiring in Bremen. Sie ist ein Immobilien-Dienstleister sowie ein Sanierungs- und Entwicklungsträger mit Niederlassungen in Bremen, Bremerhaven, und Oldenburg. Die Gewoba bewirtschaftet über 42.000 Mietwohnungen (Stand 2021).

## Geschichte

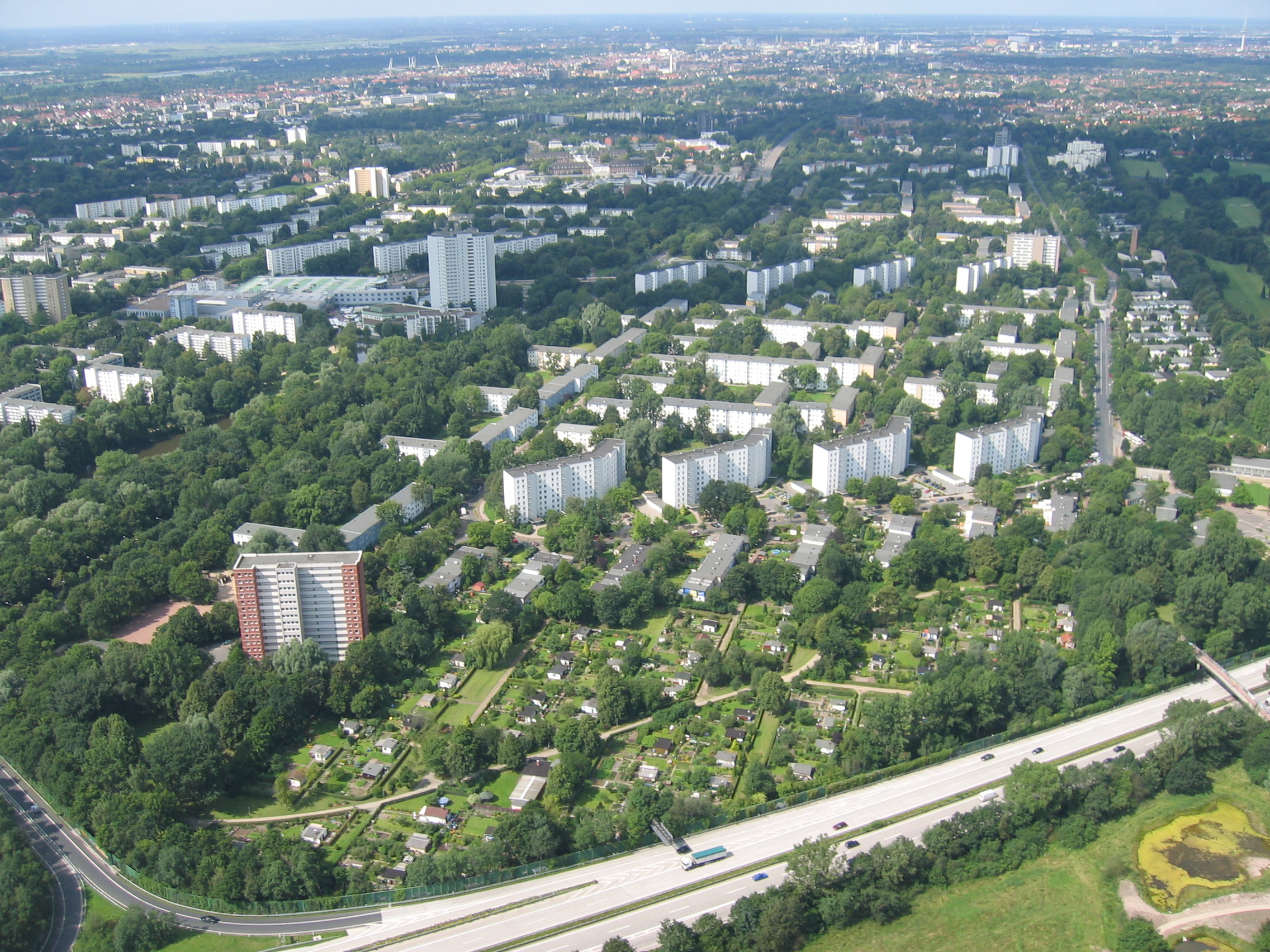
Bremen, Neue Vahr:
Vorne und rechts: Neue Vahr Nord,
Mitte/links: Aalto-Hochhaus und Neue Vahr Süd

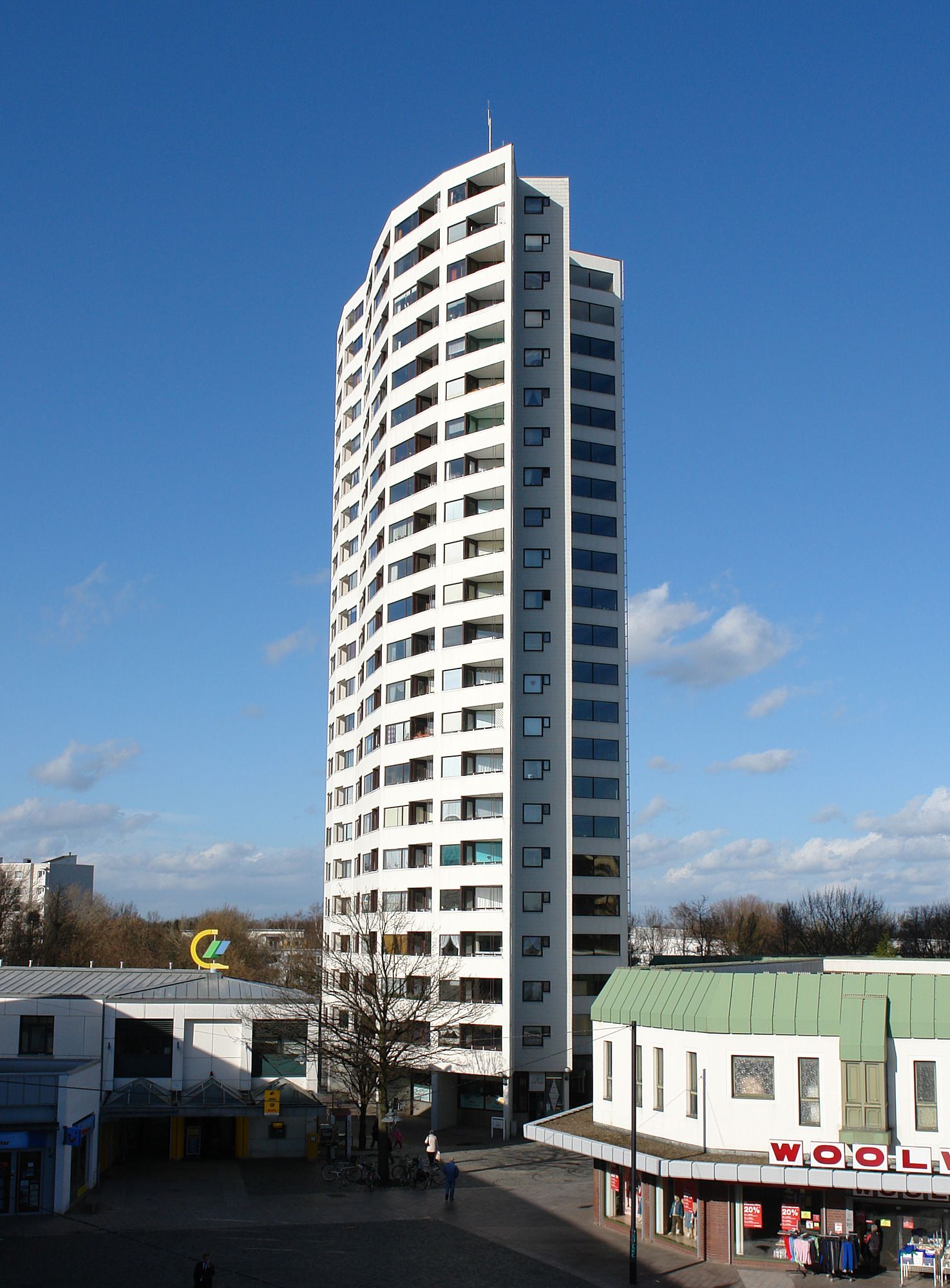
Aalto-Hochhaus

### 1919–1945
Nach dem Ersten Weltkrieg nahm die städtische Bevölkerung auch in Bremen rasant zu. Zur Behebung der Wohnungsnot wurden Siedlungs- und Wohnungsgesellschaften gegründet. Die Gewerkschaften bemühten sich ebenfalls in allen Lebensbereichen für die Arbeiter Einrichtungen zu schaffen. Um das Wohnen auch für breite Schichten zu erträglichen Mieten zu ermöglichen, wurde 1924 eine Gemeinnützige Wohnungsbaugemeinschaft durch die Gewerkschaft für Bremen als Verein gegründet.
Zwischen 1924 und 1933 wurden eine Reihe von Wohn- und Miethäusern, zunächst in Walle und Gröpelingen, dann auch u. a. in der Neustadt sowie in Bremen-Nord gebaut.
1935 entstand der Name Gemeinnützige Wohnungsbaugesellschaft Bremen mbH (GEWOBA) nach der Übernahme durch die Deutschen Arbeitsfront der Nationalsozialisten; die Gesellschaft führte Kleinsiedlungs-Bauten in diversen Stadtteilen durch und im Zweiten Weltkrieg wurden auch Behelfsheime errichtet.

### Nach 1945
Ab 1946 war die Gewoba wieder tätig und nach einem Rechtsstreit erhielt der DGB Deutsche Gewerkschaftsbund nach 1949 die Hälfte der Anteile am Unternehmen. Zwischenzeitlich war sie Teil der bremischen Hanseatischen Wohnungs- und Treuhandgesellschaft.
Die Neue Heimat Hamburg (NHH) war vor 1933 ebenfalls ein Gewerkschaftsunternehmen. Nach dem Krieg wurde sie von der britischen Besatzungsmacht beschlagnahmt und 1952 dem DGB übergeben. Während sich die Gewoba auf die Instandsetzung und einen ersten Wohnungsneubau in Bremen beschränkte, war die NHH auf den Raum Hamburg orientiert.
1953 übernahm die NHH unter ihrem ersten Vorsitzenden Heinrich Plett den 53%igen Anteil der Gewoba vom DGB. Die NHH expandierte durch den Kauf weiterer Wohnungsbaugesellschaften. 1954 unterstellte der DGB alle eigenen Wohnungsunternehmen der NHH. Gewoba-Chef Albert Götze schied 1954 aus und Herbert Ritze aus Hamburg leitete die NHH-Tochter in Bremen. Die NHH hatte nunmehr über 100.000 Wohnungen und wurde zum überregionalen Konzern Neue Heimat.
Das Bremerhavener gewerkschaftliche Wohnungsunternehmen GEWOG kam über den Umweg der Neue Heimat 1956 an die Konzern-Tochter Gewoba.
In Bremen gab es eine enge Zusammenarbeit von Politik, Gewerkschaften und Gewoba. Richard Boljahn war bis 1969 zugleich Fraktionsvorsitzender der SPD-Bürgerschaftsfraktion, DGB-Vorsitzender in Bremen und Aufsichtsratsvorsitzender der Gewoba. 1977 schied Boljahn als Mitglied des Aufsichtsrates aus. Andere Kommunalpolitiker und Senatoren unterstützten das Gewerkschaftsunternehmen, das große Beiträge zu Linderung der Wohnungsnot geleistet hatte.
Es wurden Wohnsiedlungen und Großwohnsiedlungen u. a. in Bremerhaven-Lehe (um 1954), im Bremer Westen (um 1955), Gartenstadt Vahr (um 1956), Neue Vahr (um 1957), Gartenstadt Süd (um 1957) Grünhöfe in Bremerhaven (um 1958), Huchting (um 1960) und Leherheide in Bremerhaven (ab 1960) realisiert.
Seit 1971 tummelte sich die Neue Heimat – und somit auch die Gewoba – in dem wachsenden Bereich der Städtebauförderung. Großprojekte wie Krankenhäuser (in Bremen Links der Weser), das Verwaltungsgebäude der Gewoba (in Bremen am Rembertiring) und Einkaufszentren entstanden. Beteiligungen an Baugesellschaften wurden vorgenommen, der Bau von Eigenheimen betrieben (z. B. in Habenhausen) und Auslandsgeschäfte eingeleitet.

### Eigenständigkeit und Umwandlung
1982 erschien ein Bericht im Nachrichtenmagazin Der Spiegel, in dem aufgedeckt wurde, dass sich mehrere Vorstandsmitglieder der Neuen Heimat unter der Führung von Albert Vietor bereichert hatten. Eine Woche später entließ der Aufsichtsrat unter dem DGB-Vorsitzenden Heinz Oskar Vetter die Beschuldigten. In den weiteren Untersuchungen stellte sich eine erhebliche Verschuldung des Konzerns heraus. 1986 wurde eine Auffanggesellschaft gegründet. Die Regionalgesellschaften der Neuen Heimat wurden mit staatlicher Hilfe wieder eigenständig,  so auch die Gewoba am 1. Oktober 1987.
1989 wurde das Wohnungsgemeinnützigkeitsgesetz aufgehoben. Die Gewoba gilt seitdem wie alle anderen vergleichbaren Wohnungsunternehmen nicht mehr als gemeinnützig. 1997 erfolgte die Umwandlung in eine Aktiengesellschaft. Zum 75-jährigen Jubiläum errichtete das Unternehmen 1999 in der Nähe der Uni Bremen das neue, verkehrsberuhigte Wohnviertel Im Hollergrund mit Studentenwohnheim, Miet- und Eigentumswohnungen. Im angrenzenden neuen Stadtteil Borgfeld-West entstanden zahlreiche Einfamilien- und Reihenhäuser.
Im Jubiläumsjahr 1999 wurde die Gewoba-Stiftung zur Förderung der Bildung im öffentlichen Schulwesen mit einem Vermögen von drei Mio. D-Mark gegründet und unterstützt seither besondere Schulprojekte in Bremen und Bremerhaven, die nicht aus öffentlichen Mitteln realisiert werden.

### Jahrtausendwende bis heute
2003 wurde erstmalig der Alvar Aalto-Preis ausgelobt. Er findet alle zwei Jahre statt und richtet sich in erster Linie an Absolventen der Hochschule Bremen.
Beim Stadtumbaukonzept in Bremen-Tenever kaufte die Gewoba ab 2004 teilweise auch Immobilien auf. Ein Teil wurde abgerissen, vom ehemaligen Demonstrativbauvorhaben blieben circa 65 Prozent der Wohnungen erhalten und sie wurden saniert. Das Quartier wurde städtebaulich und sozial neu strukturiert und aufgewertet.
Im Frühjahr 2005 prüfte die Koalition aus SPD und CDU die Privatisierung von Teilen der Gesellschaft; zu dieser Zeit waren knapp drei Viertel der Gewoba in öffentlicher Hand. Der Verkauf wurde jedoch von einer Bürgerinitiative, die 22.000 Unterschriften sammeln konnte, verhindert.
Die Gewoba baute 2004 eines der ersten Passivwohnhäuser in Bremen. Zudem wurden Wohnhäuser saniert und in Niedrigenergiehäuser umgewandelt. Mit dem seriellen Wohnwürfel Bremer Punkt erhielt die Gewoba ab 2018 Nominierungen und Preise für innovatives Bauen.
In den Jahren von 2012 bis 2020 hat die Gewoba rund 1500 Neubau-Wohnungen in Bremen fertiggestellt. Zusammen mit Partnern setzt sie in Projektgesellschaften stadtentwicklungspolitische Schwerpunkte um, u. a. in der Überseestadt.
In der Gartenstadt Werdersee in Bremen entsteht seit 2020 ein größeres Wohngebiet mit Wohneigentum, Mietwohnungen und Gewerbeangeboten, das die Gewoba zusammen mit der Projektgesellschaft Gartenstadt Werdersee (PGW) entwickelte.

## Unternehmensstruktur
Der Vorstand besteht aus Anja Passlack und Christian Jaeger. Vorsitzende des Aufsichtsrates ist Özlem Ünsal. 2021 erwirtschaftete das Unternehmen einen Umsatz von 276,9 Mio. Euro und beschäftigte 515 Mitarbeiter. Bei Bilanzsumme von 1.523 Mio. Euro (31. Dezember 2021) erwirtschaftete das Unternehmen einen Jahresüberschuss von 31,1 Mio. Euro. Der Bilanzgewinn in Höhe von 15,75 Millionen Euro wurde an die Anteilseigner ausgeschüttet. Die Gewoba hat ein Aktienkapital von 87,5 Mio. Euro.
Im selben Jahr besaß die Gewoba besitzt 42.379 Mietwohnungen und 404 Gewerbeeinheiten. Die Wohnungen verteilen sich zu 76,9 % auf Bremen, zu 20 % auf Bremerhaven und zu 3,1 % auf Oldenburg. Der Hauptsitz des Unternehmens ist in Bremen, weitere Niederlassungen sind in Bremerhaven und Oldenburg.

### Aktionäre
Die Aktionäre der Gewoba sind
- die Stadtgemeinde Bremen, mittelbar über die Hanseatische Wohnungs-Beteiligungs-Gesellschaft mbH (75,10 %)[28]
- Sparkasse Bremen AG (21,73 %)
- Weser-Elbe-Sparkasse (3,17 %).[29]

### Beteiligungen
- Gesellschaft für Stadtentwicklung mbH (100 %)
- GEWOBA Energie GmbH (100 %)
- GEWOBA Wohnen GmbH (90,88 %)
- Alt-Hastedt Entwicklungsgesellschaft Beteiligungs GmbH i.L. (50 %)
- Alt-Hastedt Entwicklungsgesellschaft mbH & Co. KG (50 %)
- PBG Projektgesellschaft Borgfeld GmbH & Co.KG (31,25 %)
- PBG Projektgesellschaft Borgfeld Beteiligungs GmbH (31,154 %)
- PGS Projektgesellschaft Stadtwerder Beteiligungs GmbH (25 %)
- PGS Projektgesellschaft Stadtwerder GmbH & Co.KG (25 %)
- WoWi Media GmbH & Co.KG (22,62 %)
- WoWi Media Verwaltungs GmbH (22,62 %)
- ImmoMediaNet GmbH & Co. KG (22,62 %)
- ImmoMediaNet Verwaltungs-GmbH (22,62 %)
- Entwicklungsgesellschaft Hafenkante GmbH & Co. KG (16,67 %)
- Entwicklungsgesellschaft Hafenkante Beteiligungs GmbH (14,29 %)
- AVW Assekuranzvermittlung der Wohnungswirtschaft GmbH & Co. KG (10,5 %)[30]

## Bekannte Bauwerke
- Aalto-Hochhaus: Das vom finnischen Architekten Alvar Aalto entworfene Wohnhochhaus mit 22. Etagen prägt seit sechs Jahrzehnten die Verkehrsachse Richard-Boljahn-Allee durch die Vahr.[5]
- Gewoba-Bürohaus: von 1971 nach Plänen von Martin Zill am Rembertiring gebaut; 43 m hoch, 2021 energetisch saniert[31]
- Die Neue Vahr: von 1957 bis 1961; städtebauliche Planung von Ernst May, Wohnsiedlung mit rd. 10.000 Wohneinheiten[8]
- Wiener Hof: im Bremer Ostertorviertel als Jugendstilensemble[5][32]
- Häuserzeilen Friedrich-Ebert-Straße: zwischen Flughafen und Innenstadt
- Bremer Punkt: Wohnhäuser in Holzbauweise mit Fokus auf Nachhaltigkeit[33]
- Tarzan und Jane: Wohnhäuser in Huchting und in der Gartenstadt Vahr

## Auszeichnungen
- 2004: Deutscher Bauherrenpreis „Besondere Anerkennung Neubau 2004“ für die Siedlung Im Hollergrund[16]
- 2012: Auszeichnung für familienfreundliches Mitarbeiterprogramm von berufundfamilie[34]
- 2017: Berliner Type Award für den Tätigkeitsbericht 2017 „Bremen entfalten“[35]
- 2017: Deutscher Architekturpreis (Auszeichnung)[36]
- 2018: Bundespreis für Handwerk in der Denkmalpflege für die Restaurierung des Wiener Hofs in Bremen[32]
- 2018: Mehrfache Verleihung des Deutschen Bauherrenpreises für innovatives Bauen für den seriellen Wohnwürfel Bremer Punkt, u. a. von GdW, Städtetag und Bund Deutscher Architekten[24][37]
- 2019: Internationaler Deutscher PR-Preis 2019 der DPRG[38]
- 2022: Bremer Denkmalpflegepreis in der Kategorie Bauherren[39]